# Det hændte en nat
Det hændte en nat (orig. It Happened One Night) er en romantisk komediefilm fra 1934 instrueret af Frank Capra med Clark Gable og Claudette Colbert i hovedrollerne. Det var den første film, som vandt de fem største priser i Oscarsammenhæng, med bedste film, bedste instruktør, bedste mandlige og kvindelige hovedrolle og bedste manuskript.
Filmen er baseret på historien Night bus af Samuel Hopkins Adams. Trods titlen foregår filmen over flere nætter.

## Handling
Den forkælede enearving Ellen "Ellie" Andrews (Claudette Colbert) gifter sig med formuejægeren King Westley (Jameson Thomas) imod hendes meget rige fars (Walter Connolly) ønske, som får ægteskabet annulleret. Hun stikker af og tager en bus til New York for at bliver genforenet med sin nye ægtefælle, da hun møder medpassageren Peter Warne (Clark Gable), en arbejdsløs avisreporter. Warne genkender hende og giver hende et valg. Hvis hun giver ham eneretten til sin historie, vil han hjælpe hende med at blive genforenet med Wesley. Hvis ikke, vil han fortælle hendes far, hvor hun er, og indløse dusøren, der er udlovet for at få hende tilbage. Ellie vælger det første.
Snart har Ellie ikke flere penge tilbage, og hun bliver helt afhængig af Peter. Efterhånden som de gennmgår flere eventyr sammen, bliver afstanden mellem dem mindre, og Ellie bliver forelsket i Peter. Da de er nødt til at tomle, påstår Peter, at han er ekspert på området. Bil efter bil kører forbi, og til sidst må Ellie træde til for at vise, hvordan det skal gøres. Hun stopper den næste bil ved at løfte op i sin nederdel og vise sine bare velformede ben.
Da de stopper for at holde en pause, forsøger føreren af bilen at stikke af med deres bagage. Peter jagter ham og tager bilen. En nat nær enden af deres rejse fortæller Ellie, at hun er forelsket i Peter. Han tænker over, hvad hun har fortalt, og finder ud af, at han også er forelsket i hende og kører ud for at ordne nogle ting. Da motellets ejere opdager, at Peters bil er væk, smider de Ellie ud.
Ellie ringer til sin far, fordi hun tror, at Peter har forladt hende. Faren er så glad for at få hende tilbage, at han indvilger i at lade hende gifte sig med Westley. Selvom Ellie ikke har lyst til at blive gift med Westley, tror hun, at Peter har bedraget hende for at få dusøren, så hun siger ja til at holde et formelt bryllup. Samtidig har Peter fået penge af sin redaktør, så de kan gifte sig, men da han kører tilbage for at fortælle hende det, krydser de hinanden på vejen.
Ellie prøver at lade, som om intet er hændt, men hun kan ikke narre sin far. Hun fortæller til sidst hele historien. Da Peter kommer til hendes hjem, vil Mr. Andrews give ham dusøren, men Peter insisterer på kun at få betalt sine udgifter på $39,60. Da Ellies far presser ham for at få en forklaring på hans opførsel, erkender Peter, at han elsker Ellie, og stormer ud.
Ved bryllupsceremonien, da Mr. Andrews følger sin datter ned af kirkegulvet, fortæller han Ellie, at Peter nægtede at tage imod dusøren, og opmuntrer hende til at stikke af igen. Da hun skal til at sige "ja" til Westley, beslutter hun sig og løber ud for at finde Peter. Hendes tilfredse far betaler Westley og gør det muligt for Peter og Ellie at gifte sig.

## Produktion
Hverken Gable eller Colbert var førstevalg til hovedrollerne. Miriam Hopkins afslog først rollen som Ellie. Robert Montgomery og Myrna Loy blev derefter tilbudt rollerne, men begge afviste manuskriptet. Margaret Sullavan sagde også nej til rollen. Constance Bennett var villig til at spille rollen, hvis hun måtte producere filmen selv, men dette tillod Columbia Pictures ikke. Så ville Bette Davis gerne have rollen, men hun var under kontrakt hos Warner Bros., der nægtede at låne hende ud. Carole Lombard kunne ikke accepterer rollen, da hun allerede var i gang med optagelser af en anden film.
Harry Cohn foreslog Colbert, og hun afslog i første omgang rollen. Colbert første film For the love of Mike (1927) var instrueret af Frank Capra, og det var en så stor fiasko, at Colbert havde svoret aldrig at lave en film med ham igen. Senere invilgede hun i at medvirke i filmen, hvis hendes løn blev fordoblet til $50.000 og også på den betingelse, at hendes rolle kunne filmes på fire uger, så hun kunne holde sin allerede planlagte ferie.
Ifølge en Hollywood-legende blev Gable lånt ud til Columbia Pictures, der dengang blev betragtet som et lille studie, som en slags straf for at have nægtet en rolle hos sit eget studie. Dette er dog blevet benægtet i nyere biografier. MGM havde ikke nogle filmprojekter klar til Gable, og studiet skulle betale ham $2.000 pr uge, uanset om han arbejdede eller ej. Louis B. Mayer lånte Gable ud for $2.500 om ugen, så MGM tjente 500 om ugen, mens han var væk. Capra fortalte dog, at Gable ikke var glad for at medvirke i filmen.
Indspilningen begyndte i en dårlig atmosfære, da Gable og Colbert var utilfredse med med manuskriptets kvalitet. De opbyggede dog et godt arbejdskammeratskab og blev enige om, at manuskriptet ikke var værre end mange af de andre film, de havde medvirket i. Capra forstod deres utilfredshed og prøvede at lette humøret ved at lade Gable lave nogle practical jokes på Colbert, som tog dem i godt humør.
Colbert blev dog ved med at vise sin utilfredshed med manuskriptet. I første omgang var hun heller ikke villig til at løfte op i sin nederdel for at stoppe en forbipasserende bil, da hun ikke mente, det var en ordentlig opførsel for en dame. Men efter hun havde set den korpige, der var bragt ind for at være hendes bodydouble, sagde hun til instruktøren: "Få den pige væk herfra. Jeg gør det. Det der er ikke mit ben!"

## Priser og nomineringer
Oscar
- Bedste Film (1934, vinder)
- Bedste Instruktør (Frank Capra, vinder)
- Bedste Mandlige Hovedrolle (Clark Gable, vinder)
- Bedste Kvindelige Hovedrolle (Claudette Colbert, vinder)
- Bedste Filmatisering (Robert Riskin, vinder)

Filmfestivalen i Venedig
- Mussolini Cup (Frank Capra, nomineret)

National Board of Review Award
- Bedste film (1934, vinder)